# Set the World on Fire (Extrema)
Set the World on Fire è il quarto album della band thrash metal italiana Extrema, pubblicato nel 2005 dalla V2/Edel.

## Il disco
L'album è stato ristampato nel 2007 dalla Scarlet Records con la bonus track "The World Decline" e "M.A.S.S.A.C.R.O." e "Child Abuse" provenienti dal demo del 1989.

## Tracce
1. In Gods Mercy (00:37)
2. New World Disorder (02:33)
3. Second Coming (03:00)
4. Nature (03:08)
5. Restless Soul (04:10)
6. Malice and Dynamite (04:16)
7. Six, Six, Six, Is Like Sex, Sex, Sex (03:33)
8. Stupid White Man (03:46)
9. Set the World on Fire (05:00)
10. Free Again (03:04)
11. The Will to Live (03:43)
12. Don't Leave Me Alone (03:08)
13. Carol (02:21)
14. Ace of Spades (Motörhead cover) (08:05)
15. Bonus Track (00:28)

### Bonus ristampa
1. The World Decline
2. M.A.S.S.A.C.R.O. (Demo Rehearsal 1989)
3. Child Abuse (Demo Rehearsal 1989)

## Formazione
- GL Perotti - voce
- Tommy Massara - chitarra
- Mattia Bigi - basso
- Paolo Crimi - batteria